# Phyllachora kaernbachii
Phyllachora kaernbachii är en svampart som beskrevs av Henn. 1894. Phyllachora kaernbachii ingår i släktet Phyllachora och familjen Phyllachoraceae.   Inga underarter finns listade i Catalogue of Life.